# Qvale
La Qvale Automotive Group S.r.l. era una casa automobilistica italo-americana con sede a Modena fondata nel 1999 e chiusa nel 2001. Era una società controllata dalla Qvale Automotive Group Ltd. azienda di proprietà della famiglia Qvale con sede centrale a San Francisco, negli Stati Uniti.

## Storia
Kjell Qvale iniziò la sua carriera nell'industria automobilistica vendendo le Jeep Willys, prima di diventare uno dei pionieri dell'importazione di auto straniere in America. Nel 1947 fu il primo ad importare auto sportive MG nella costa occidentale degli Stati Uniti, aggiungendo in seguito Volkswagen, Porsche, Audi, Jaguar, Land Rover, Rolls-Royce, Aston Martin, Lotus, De Tomaso e Maserati.
Nel 1949 Qvale si trasferì a San Francisco e iniziò ufficialmente a operare come British Motor Car Distributors Ltd.

Nel 1970 acquistò la Jensen Motors a West Bromwich, nel Regno Unito e la sua società produsse 12000 Jensen Interceptor e Jensen Healy.

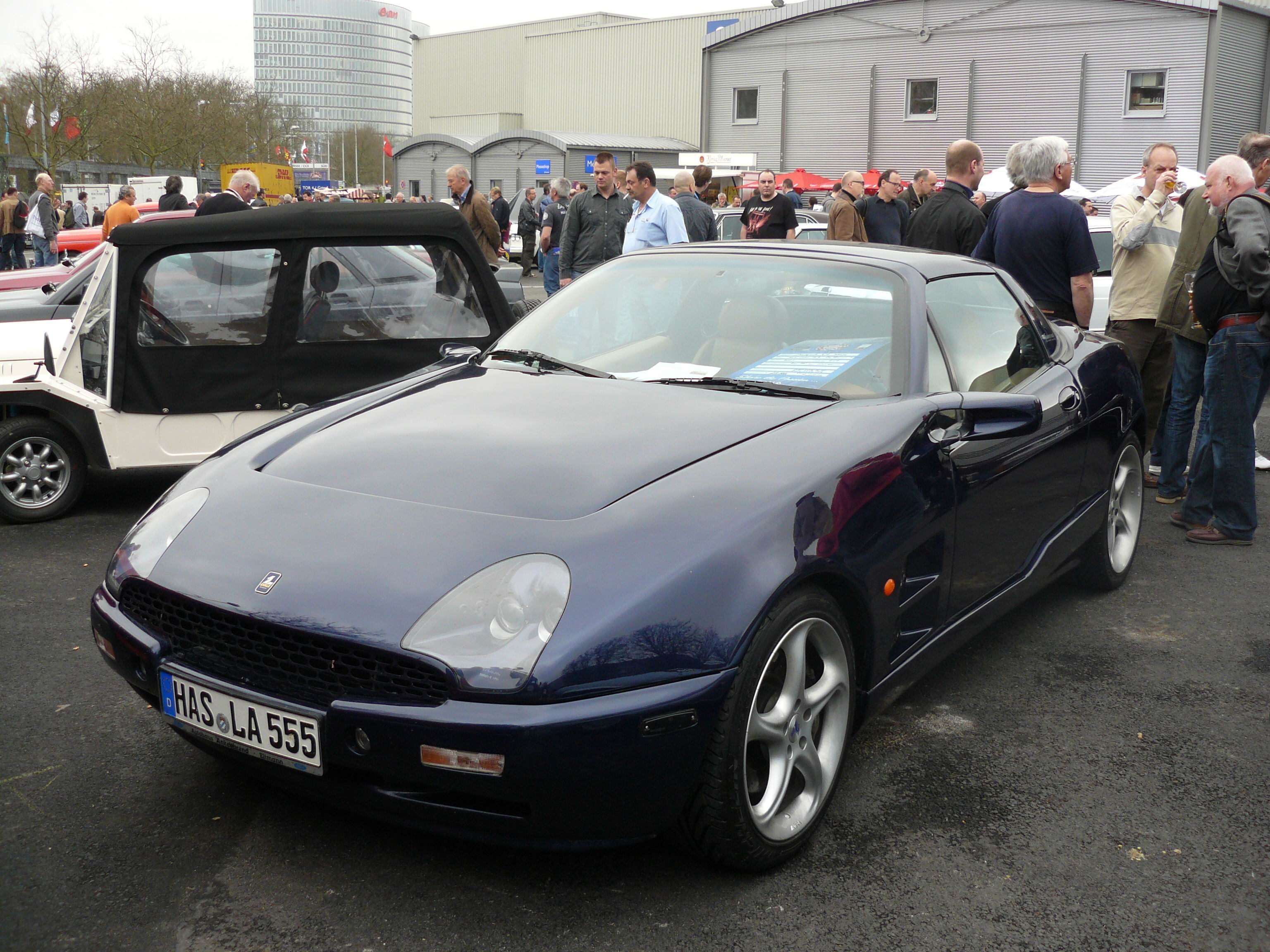
2001 Qvale Mangusta.

Nel 2000, la Qvale Automotive Group sotto la guida dei figli Bruce e Jeff Qvale ha continuato l'eredità paterna in quanto a ricerca di design all'avanguardia e iniziò la produzione della Qvale Mangusta in un nuovo stabilimento a Modena, tramite una società controllata. La Mangusta, derivata dal prototipo De Tomaso Biguà presentato al salone dell'automobile di Ginevra del 1996, è stata l'unica vettura commercializzata con il marchio Qvale.
Il nome del modello si ispira ad una storica vettura prodotta dalla casa modenese De Tomaso. Quando le prime automobili stavano per essere immesse sul mercato, il rapporto con la De Tomaso si interruppe e le vetture vennero commercializzate con il marchio Qvale anziché De Tomaso. La Mangusta era disegnata da Marcello Gandini e aveva un motore Ford V8 da 4,6 litri. Vennero prodotti 270 esemplari, per la maggior parte destinati al mercato statunitense.
Nel 2001 la crisi delle vendite portò alla vendita dei diritti di produzione, nonché della fabbrica modenese della Mangusta, alla MG-Rover e all'interruzione dell'operatività se non per l'assistenza tecnica delle vetture già prodotte. La MG XPower SV lanciata nel 2003 si basava sul telaio Qvale Mangusta, e ne sfruttava le stesse sospensioni, motore e cambio.
Prima della chiusura la Qvale Automotive Group possedeva e gestiva 14 concessionarie negli Stati Uniti in California, Texas e Florida.